# Jette
Jette es uno de los diecinueve municipios de la Región de Bruselas-Capital. 
El 1 de enero de 2018 contaba con una población de 52.536 habitantes. Área total de 5,04 km², densidad de población de 10.423,8 habitantes por km².

## Demografía

### Evolución
Todos los datos históricos relativos al actual municipio, el siguiente gráfico refleja su evolución demográfica.
| Gráfica de evolución demográfica de Jette entre 1846 y 2020 |
|                                                             |

- Datos: Q241918
- Multimedia: Jette / Q241918